# Georges Zacos
Georges Zacos (* 1911 in Konstantinopel; † 1983 in Basel) war ein griechischer Antikenhändler und bedeutender Kenner und Sammler byzantinischer Siegel.
Er arbeitete zunächst als Antikenhändler im Großen Basar in Istanbul bei dem berühmten Händler Andronikos, bevor er sich selbständig machte. In den 1960er Jahren verlegte er seinen Antikenhandel in die Schweiz nach Basel.
Zacos war am Verkauf wichtiger antiker Kunstwerke vor allem aus der Türkei beteiligt, so 1966–70 am Verkauf des sog. 'Lydian Treasure' an das Metropolitan Museum of Art in New York und am Verkauf des sog. 'Kumluca Treasure' an die Dumbarton Oaks Collection, ein Schatzfund von Schmuck aus der Bronzezeit an das Museum of Fine Arts in Boston (Inv. 68.116-68.139).
Zacos brachte in den 50er Jahren in Istanbul zwei große Sammlungen von byzantinischen Siegeln zusammen, die er 1953–55 (5121 Stück) und 1956–57 (5753 Stück) an die Dumbarton Oaks Collection verkaufte. Auch danach sammelte er weiter Siegel. Teile dieser Sammlung wurden nach seinem Tod versteigert (650 Stück bei Spink in London); ein großer Teil kam 1998 als Geschenk an das Cabinet des Médailles in Paris (6234 Stück). Die von ihm verfassten Kataloge seiner Sammlungen wurden zu Standardwerken der byzantinischen Siegelkunde.
Ein Teil der byzantinischen Kunstwerke der Sammlung Georges Zacos wurde nach seinem Tode an das Badische Landesmuseum Karlsruhe verkauft. Seine Witwe Janine Zacos stiftete dem Byzantinischen Museum in Athen, dem Benaki-Museum in Athen und dem Cabinet des Médailles in Paris Stücke der byzantinischen Keramik. Weitere Teile der Sammlung kamen nach dem Tode von Janine Zacos († 2003) an das Antikenmuseum Basel sowie das Musée d’art et d’histoire in Genf.

## Schriften
- mit Alexander Veglery: Enigmatic inscriptions on Byzantine coins, The Numismatic Circular 63, no. 3 (March 1955) 107–111.
- mit Alexander Veglery: An unknown solidus of Anastasios I, The Numismatic Circular 67, no. 9 (September 1959) 154–155.
- mit Alexander Veglery: Marriage solidi of the fifth Century, The Numismatic Circular 68, no. 4 (April 1960) 73–74.
- mit Alexander Veglery: C for Σ on coins of the eleventh century, The Numismatic Circular 68, nos. 7-8 (July-August 1960) 154–157.
- mit Alexander Veglery: The miliaresion of Leo III, The Numismatic Circular 71 (1963) 162–164.
- mit Alexander Veglery: Byzantine Lead Seals. Volume One. Basel 1972. Part 1: Nos. 1-1095; Imperial seals: Vth to XVth centuries. Non-imperial seals: VIth to IXth centuries. Part 2: Nos. 1096-2671A. Non-imperial seals: VIth to IXth centuries. Part 3: Nos. 2672-3231, Imperial and allied seals: Vth to XIVth centuries. Non-imperial seals: VIth to IXth centuries. Plates
  - Rezensionen: Werner Seibt, Byzantinoslavica 36 (1975) 208–213.
- mit Cécile Morrisson: L’image de l’empereur byzantin sur les sceaux et les monnaies, In: Exposition La Monnaie, miroir des rois, Paris 1978, S. 57–72.
- Byzantine lead seals. Volume Two. Compiled and edited by John W. Nesbitt. Bern, Benteli 1985. (Tetradia archaiologias kai technes 3) 1: Nos. 1-1089. ISBN 3-7165-0477-7; 2: Plates. ISBN 3-7165-0501-3
  - Rezensionen: Herbert Hunger, Jahrbuch der Österreichischen Byzantinistik 36 (1986) 333–339; N. Oikonomides, Revue des études byzantines 44 (1986) 263-267
- mit Alexander Veglery: Patriarchal lead seals of the years 552-1450. Istanbul 1986. 14 S.

## Kataloge der nachgelassenen Siegelsammlung
- Byzantine seals from the collection of George Zacos. London, Spink & Son
  - Part I: Auction 127, 7 October 1998
  - Part II: Auction 132, 25 May 1999
  - Part III: Auction 135, 6 October 1999
- Jean-Claude Cheynet: La donation Zacos (1998), In: Denis Feissel; Cécile Morrisson; Jean-Claude Cheynet: Trois donations byzantines au Cabinet des Médailles : Froehner (1925); Schlumberger (1929); Zacos (1998). Exposition organisée à l'occasion du XXe Congrès International des Etudes Byzantines; [Paris, 16 juillet - 14 octobre 2001]. Paris, Bibliothèque nationale de France 2001, S. 51. ISBN 2-9517158-8-9
- Jean-Claude Cheynet: Sceaux de la collection Zacos (Bibliothèque nationale de France) se rapportante aux provinces orientales de l'empire byzantin. Exposition organisée par le Département des monnaies, médailles et antiques Bibliothèque Nationale de France (16 juillet 2002 - 14 octobre 2001). Paris, Bibliothèque nationale de France 2001. ISBN 2-9517158-9-7